# Episodi di Dragnet (serie televisiva 1989) (seconda stagione)
La seconda stagione della serie televisiva Dragnet è stata trasmessa in anteprima negli Stati Uniti d'America in syndication tra il 14 aprile 1990 e il 9 settembre 1990.
| nº | Titolo originale      | Titolo italiano | Prima TV USA      | Prima TV Italia |
| -- | --------------------- | --------------- | ----------------- | --------------- |
| 1  | Parachute to Death    |                 | 14 aprile 1990    |                 |
| 2  | The Despot            |                 | 22 aprile 1990    |                 |
| 3  | Hired to Kill         |                 | 28 aprile 1990    |                 |
| 4  | Chicken Hawk          |                 | 29 aprile 1990    |                 |
| 5  | Bombs Bursting in Air |                 | 5 maggio 1990     |                 |
| 6  | Family Ordeal         |                 | 19 maggio 1990    |                 |
| 7  | Little Chips          |                 | 20 maggio 1990    |                 |
| 8  | Brain Drain           |                 | 26 maggio 1990    |                 |
| 9  | Trespass              |                 | 2 giugno 1990     |                 |
| 10 | Nobody's Child        |                 | 3 giugno 1990     |                 |
| 11 | Conspiracy of Guns    |                 | 9 giugno 1990     |                 |
| 12 | Twice a Hero          |                 | 16 giugno 1990    |                 |
| 13 | Contract Killer       |                 | 17 giugno 1990    |                 |
| 14 | Requiem               |                 | 23 giugno 1990    |                 |
| 15 | The Auditor           |                 | 24 giugno 1990    |                 |
| 16 | The Book              |                 | 30 giugno 1990    |                 |
| 17 | Little Miss Nobody    |                 | 4 agosto 1990     |                 |
| 18 | Revenge               |                 | 11 agosto 1990    |                 |
| 19 | Copy Cat              |                 | 12 agosto 1990    |                 |
| 20 | Leg Up                |                 | 18 agosto 1990    |                 |
| 21 | Pretty Girl           |                 | 19 agosto 1990    |                 |
| 22 | The Torch             |                 | 25 agosto 1990    |                 |
| 23 | Death of a Prom Queen |                 | 26 agosto 1990    |                 |
| 24 | The Push              |                 | 1º settembre 1990 |                 |
| 25 | Safe Job              |                 | 8 settembre 1990  |                 |
| 26 | Family Affair         |                 | 9 settembre 1990  |                 |